# Inkhundla Mhlangatane
L'Inkhundla Mhlangatane è uno dei quattordici tinkhundla del distretto di Hhohho, nell'eSwatini.

## Geografia antropica

### Suddivisioni amministrative
L'Inkhundla è suddiviso nei 10 seguenti imiphakatsi: Mangweni, Manjengeni, Mavula, Malibeni, Mpofu, Ndvwabangeni, Nhlanguyavuka, Nyakatfo, Sidwashini, Zinyane.